# ロイシンリッチリピート

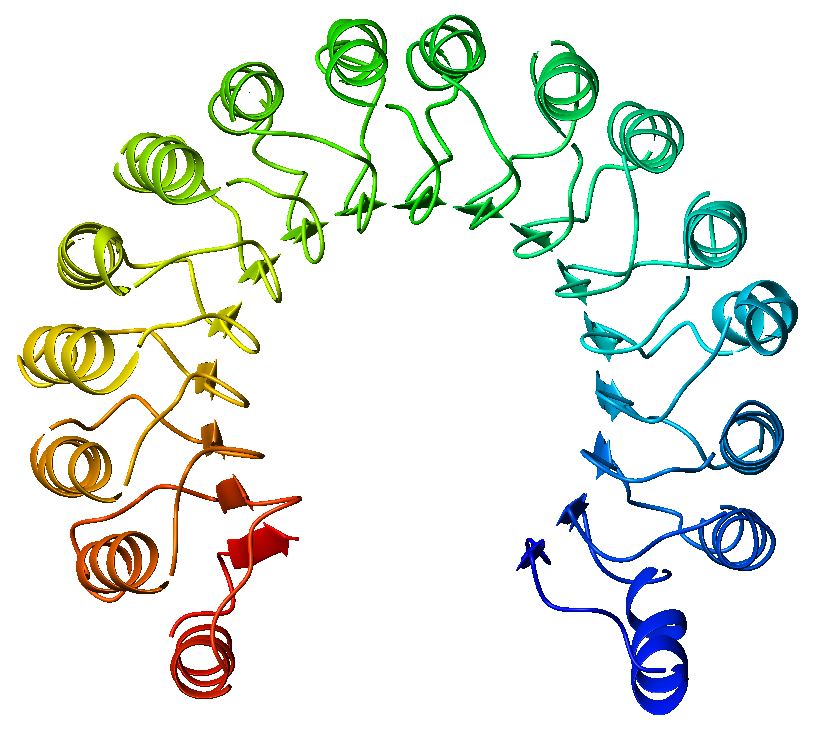
ブタのリボヌクレアーゼインヒビター

ロイシンリッチリピート（Leucine-rich repeat）はタンパク質の構造モチーフの1つで、αヘリックスとβシートからなる馬蹄の形をしている。20-30残基のアミノ酸の繰り返し配列で、疎水性のロイシンの割合が多い。それぞれの繰り返しはβシート-ターン-αヘリックスの構造を持つことが多く、これが内側をβシート、外側をαヘリックスとして馬蹄状に配列している。βシートの内側とαヘリックスの外側は溶媒に露出しているため、親水性の残基がくる。シートとヘリックスの境界領域が疎水中心で、ロイシン残基が空間的に密に詰まっている。

## 例
ロイシンリッチリピートは機能的な関連がない多くのタンパク質で見られる。最もよく知られるのはリボヌクレアーゼインヒビターであるが、トロポミオシンやトロポモジュリンもこのモチーフを持っている。
通常のロイシンリッチリピートではαヘリックスとβシートの数の比は1：1であるが、βシートのつなぎ目にαヘリックスではなく長いループがくるものもある。